# Meg Steedle
Megan Chambers Steedle (Winston-Salem, 30 de marzo de 1986), conocida como Meg Steedle, es una actriz estadounidense conocida por su participación en series de televisión como Boardwalk Empire, Sr. Mercedes y The Mysteries of Laura.

## Vida y carrera
Nació en Winston-Salem, Carolina del Norte, y se crio en Greensboro, hija de Rick Steedle y Holly Chambers, ambos dentistas. En 2008 se graduó en la School of Communications de la Universidad Northwestern.
Comenzó actuando en el teatro, en obras como Descalzos por el parque y The Heir Apparent, y más tarde consiguió papeles en cortometrajes y series de televisión. En 2012, con un solo trabajo previo en televisión, se unió a la serie Boardwalk Empire, donde interpretó a Billie Kent, una actriz y cantante de teatro y amante de Nucky Thompson. El creador de Boardwalk Empire, Terence Winter, comentó: "Queríamos alguien que fuese hermoso, que pudiese cantar y bailar, y que aportara una energía joven, fresca y diferente. Meg era el paquete completo".
Interpretó a una madre con un niño que nace muerto en American Horror Story: Coven, en el episodio "Burn, Witch. Burn!". En 2015, Chambers Steedle pasó a formar parte de la serie The Mysteries of Laura de NBC, interpretando en un papel recurrente a la detective Francesca "Frankie" Pulaski. Apareció en el video musical "Nightlight" de Silversun Pickups "Nightlight". 

## Filmografía
- Slit and Commit (cortometraje, 2008) - Lydia
- What's Life Got to Do with It? (cortometraje, 2011) - Brenda
- Body of Proof (serie, 2011) - Heather Clayton (un episodio)
- Boardwalk Empire (serie, 2012) - Lillian "Billie" Kent (7 episodios)
- Don't Trust the B---- in Apartment 23 (serie, 2013) - Emily (un episodio)
- Horizon (telefilme, 2013) - Ellen
- American Horror Story (serie, 2013) - Stillborn Mother (un episodio)
- Salvation (telefilme, 2014) - Lily Knox
- NCIS: Naval Criminal Investigative Service (serie, 2014) - Amanda Kendall (un episodio)
- Perception (serie, 2014) - Bonnie Mullane (un episodio)
- Gray's Anatomy (serie, 2014) - Melisa (un episodio)
- Mom (serie, 2015) - Shelly (un episodio)
- The Mysteries of Laura (serie, 2015) - Francesca "Frankie" Pulaski (8 episodios)
- Nightlight (videoclip de Silversun Pickups, 2015) - Heroine
- NCIS: New Orleans (serie, 2015) - Cheryl Evans (un episodio)
- Nashville (serie, 2016) - Sienna (un episodio)
- Code Black (serie, 2016-2017) - Dr. Kelly Pruitt (2 episodios)
- I'm Dying Up Here (serie, 2017) - Sabrina (un episodio)
- The Lightkeeper (cortometraje, 2018) - Sunny
- Gone Are the Days (2018) - Heidi
- Staties (telefilme, 2018) - Reese Yeldon
- Sr. Mercedes (2019) - 	Danielle Sweeney (3 episodios)
- The Magicians (2019) - Ismenie the Naiad (un episodio)
- Writing Around the Christmas Tree (telefilme, 2021)
- Jupiter's Legacy (2021) - Jane